# Amédée Cantaloube
Amédée Cantaloube, Pseudonym Pierre de Savarus (* nach 1830; † 2. April 1883 in Lille), war ein französischer Kulturjournalist, Schriftsteller und Kunstkritiker.
Cantaloube wirkte ab etwa 1859 als Feuilletonist und Kunstkritiker in Paris, wo er für zahlreiche Blätter schrieb, darunter Paris nouveau, XIXe siècle, Le Grand Journal, l’Union, Journal des Débats, Gazette des Beaux-Arts, La Revue française, L’Illustrateur des dames et des demoiselles, Nouvelle Revue de Paris, Revue libérale, Le Journal littéraire de la semaine, Le Journal politique, Le Monde illustré und Mémorial de Lille. Er berichtete über Malerei und Kunstausstellungen, insbesondere über den Salon de Paris. Seine journalistische Laufbahn wurde als auffällig wechselhaft und unstet beschrieben. Er war ein Freund der Schriftsteller George Sand und Paul-Armand Silvestre sowie des Malers Gustave Moreau und ein großer Bewunderer von Eugène Delacroix. Als im August 1864 eine große Gedenkausstellung mit Werken von Delacroix am Boulevard des Italiens stattfinden sollte, schrieb er eine vielzitierte Abhandlung über dessen Leben und Werk, die auch Interviews mit ihm enthielt und in Buchform veröffentlicht wurde.
Cantaloube wurde für seine extreme Sprache bekannt. Über Édouard Manets Hauptwerk Olympia, das auf dem Salon von 1865 präsentiert wurde, schrieb er: „Noch nie haben unsere Augen etwas derart Zynisches gesehen: die ‚Olympia‘, eine Art weiblicher Gorilla aus Gummi mit schwarzem Rand, auf einem Bett und splitternackt, der die Haltung von Tizians Venus nachäfft.“

## Schriften (Auswahl)
- Lettre sur les expositions et le Salon de 1861. E. Dentu, Paris 1861.
- Salon de 1864. In: Nouvelle Revue de Paris. Band 3 (1864), S. 412.
- Eugène Delacroix. L’homme et l’artiste, ses amis et ses critiques. E. Dentu, Paris 1864.
- L’Exposition des oeuvres d’Ingres. In: Revue libérale, I, Nr. 4 (25. Mai 1867), S. 523–540.